# یوکیئو هاتوری
یوکیئو هاتوری (انگلیسی: Yukio Hattori؛ ‏۱۶ دسامبر ۱۹۴۵ – ۴ اکتبر ۲۰۲۴) یک آشپز اهل ژاپن بود.
وی برندهٔ جوایزی همچون لژیون دونور شده‌است.